# Can Xicoi (Tavertet)
Can Xicoi és una casa de Tavertet (Osona) inclosa a l'Inventari del Patrimoni Arquitectònic de Catalunya.

## Descripció
Edifici aïllat de planta quadrangular amb un petit cos annex. Consta de planta baixa i un pis i la teulada és a doble vessant. Hi ha poques obertures i son de petites dimensions amb els brancals i la llinda de carreus de pedra. el parament és de pedra irregular i alguns trossos de paret estan arrebossats.